# أندي موران
أندي موران (بالإنجليزية: Andy Moran)‏ هو لاعب كرة القدم الغالية أيرلندي، ولد في 2 نوفمبر 1983 في Castlebar ‏ في جمهورية أيرلندا.